# Centrale Monceau

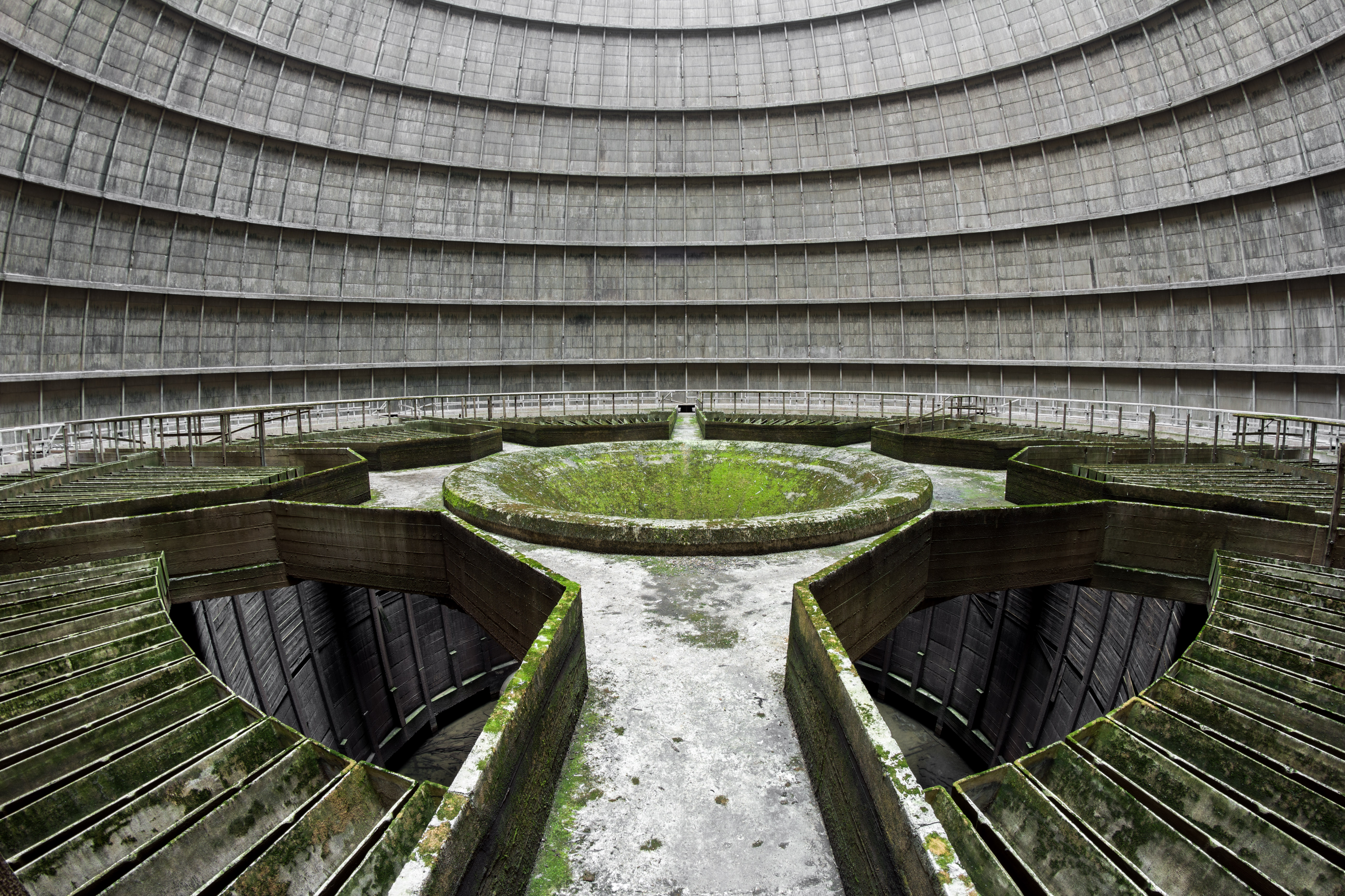
Interieur van koeltoren

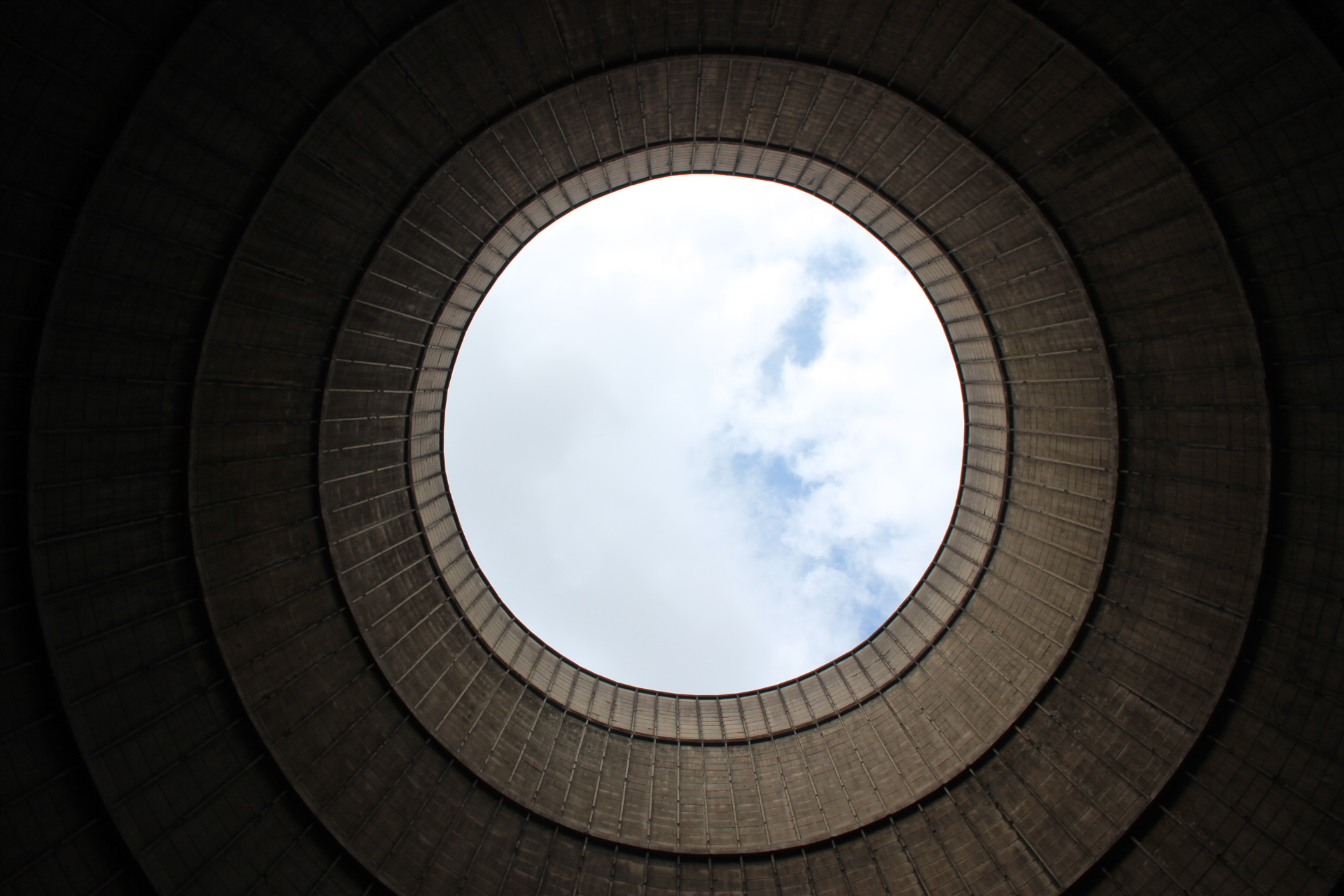
Centrale Monceau koeltoren

Centrale Monceau, bij urbexers gekend als Power Plant IM, is een voormalige elektriciteitscentrale in Monceau-sur-Sambre, deel van de Belgische gemeente Charleroi. De centrale is sinds 2007 buiten gebruik. Op de linkeroever van de Samber zijn de machinegebouwen bewaard, op de rechteroever de koeltoren van de centrale. 

## Geschiedenis
De centrale werd gebouwd in 1921 door de Charbonnage de Monceau Fontaine en draaide op steenkool. Tijdens het interbellum bracht een uitbreiding het vermogen op 27 MW en rond 1930 op 47 MW. De moderne centrale, aangestookt met gepulveriseerde kolen, werd in de jaren 1938-40 geselecteerd voor de experimenten van ingenieur Albert De Smaele met het verbranden van schlamme (een vochtig restproduct met nogal wat inerte assen). Door het welslagen zou dit procédé zich in België gaan verspreiden.
In 1950 werd een nieuwe centrale in gebruik genomen naast de oude. De fabrieksgebouwen, ontworpen door F. en L. Vandenbroucke, bestonden uit drie bakstenen volumes van afnemende hoogte, met grote glaspartijen. De koeltoren bevond zich aan de overzijde van de Samber (rechteroever). Een haast identieke centrale werd in 1953 gebouwd in Marchienne-au-Pont bij kolenzetel 19 (Saint-Martin), waar de Charbonnage de Monceau Fontaine sinds 1912 ook elektriciteit produceerde. Beide vestigingen werden uitgebaat door Intercom (later opgegaan in Electrabel). Bij een nieuwe uitbreiding in 1964 werden de fabrieksgebouwen te Monceau ruim verdubbeld door een grijze aanbouw.
In de jaren 1970 werd de centrale verder uitgebreid waardoor ze ook kon draaien op aardgas. Tegen 1977 was de centrale de voornaamste elektriciteitscentrale in de regio van Charleroi. 
Na een rapport, waaruit bleek dat de centrale verantwoordelijk was voor 10% van de uitstoot van koolstofdioxide in België, protesteerde Greenpeace tegen de centrale. De centrale, die toen 92 MW vermogen had, werd in 2007 gesloten. De 57 meter hoge koeltoren vormt een opvallende landmark en wordt vaak bezocht door urban explorers. Hij diende als filmlocatie tijdens de opnames van De premier.